# Restauration (Schweiz)

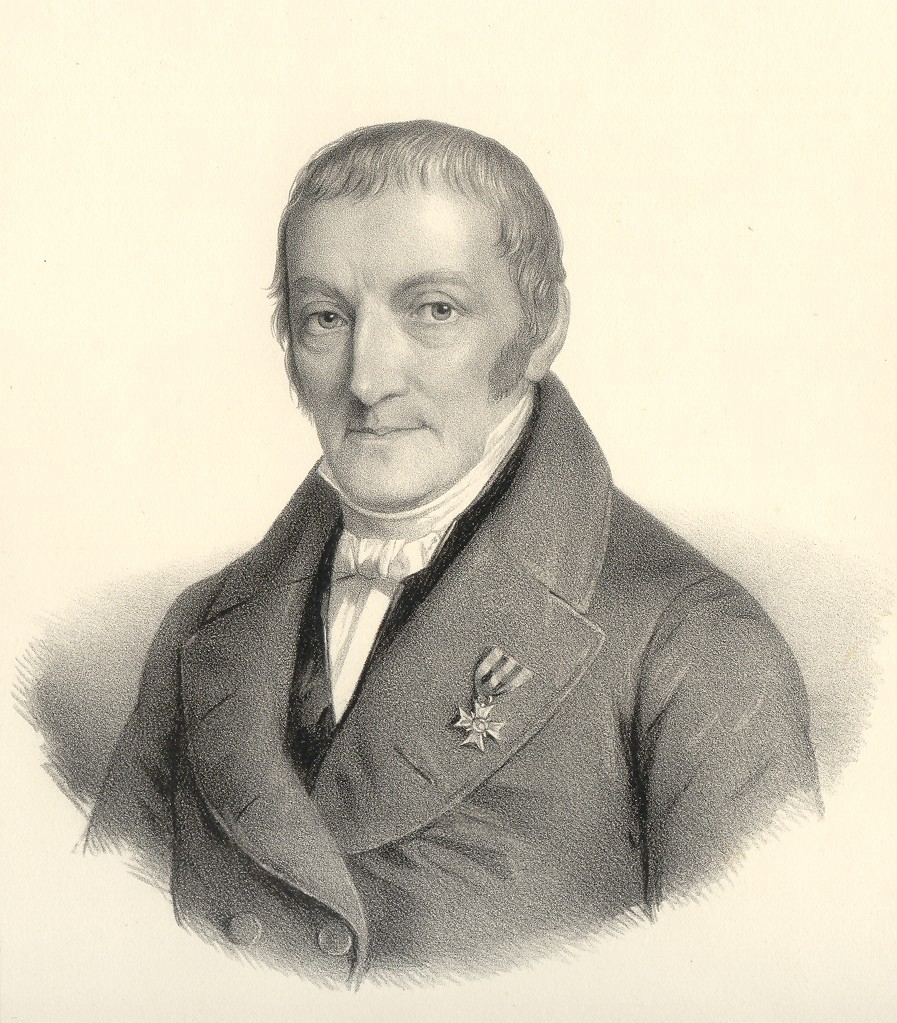
Karl Ludwig von Haller (1768–1854) prägte mit seinem Werk «Restauration der Staatswissenschaften» den Epochenbegriff der Restauration. Er trat für das Wiedererstarken der Fürstenmacht und deren Legitimation ein und wurde somit zum Vertreter des extremen Konservatismus.

Die Restauration war eine Zeitepoche der europäischen Restauration und der Schweizer Geschichte, die vom politischen Konservatismus und der Reaktion geprägt war. In der Schweiz dauerte sie von 1814 bis 1830.
Prägend für die Epoche der Restauration ist das gegenüber der Zeit der Französischen Revolution revidierte Staatsideal. In Rückbezug auf das Ancien Régime beruht der Staat auf den Prinzipien der Autorität und der Legitimität sowie auf der Überzeugung, dass die überlieferten Herrschaftsverhältnisse einer gottgewollten Ordnung entsprechen. Der Staat ist in diesem Verständnis nicht von Menschen geschaffen, sondern steht mit unbedingter Autorität über ihnen. In der politischen Romantik wird der Freiheitsbegriff dahingehend verstanden, dass die Freiheit der Vorrechte im ständisch gegliederten Patrimonialstaat als wahre Freiheit gilt. Das Gedankengut der Restauration wurde stark vom Berner Karl Ludwig von Haller geprägt, der in seinem Werk «Restauration der Staatswissenschaft» das aufgeklärte Verständnis vom Staat demontierte.

## Geschichte

### Der Übergang von der Mediationszeit zur Restauration

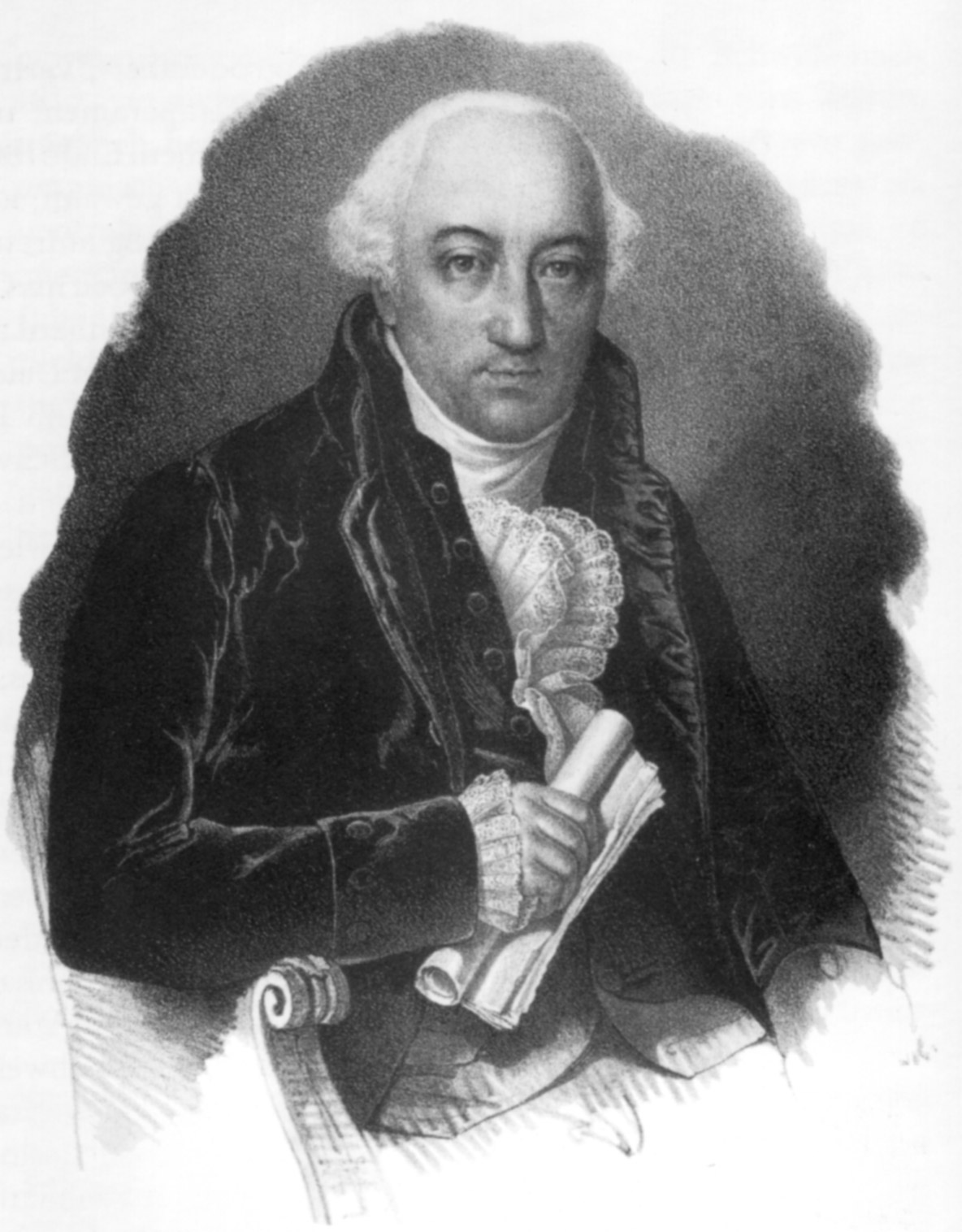
Hans von Reinhard, Bürgermeister von Zürich, letzter Landammann der Schweiz und Vertreter der Schweiz am Wiener Kongress

Die Zeit der französischen Dominanz über die Schweiz endete mit dem Rückzug der französischen Truppen über den Rhein und dem Abzug der italienischen Truppen aus dem Tessin im Herbst 1813. Die ausserordentliche eidgenössische Tagsatzung, die am 15. November 1813 in Zürich zusammentrat, erklärte darauf einseitig die bewaffnete Neutralität, löste sich aber noch nicht endgültig von Frankreich. Die Alliierten entsandten deshalb zwei Gesandte nach Zürich, den Grafen Ioannis Kapodistrias und Baron Ludwig von Lebzeltern, die als die besten Diplomaten der Koalition galten. Sie agierten geschickt zwischen Kantonen und erreichten zusammen mit den geheimen Agenten, die in den Kantonshauptstädten agitierten, dass die Tagsatzung den Durchmarsch der alliierten Truppen durch das schweizerische Territorium ohne Reaktion hinnahm. Der General Ferdinand von Bubna und Littitz drang über Bern und Lausanne am 28. Dezember bis nach Genf vor, wo die Republik Genf wiederaufgerichtet wurde. Erst nachdem die Niederlage Napoleon Bonapartes klar absehbar war und die alliierten Truppen an der Nordgrenze standen, erklärte am 29. Dezember eine Versammlung von Vertretern von zehn alten Kantonen in Zürich die Aufhebung der Mediationsverfassung. Damit begann eine Zeit des Übergangs, der keinesfalls reibungslos erfolgte. Die Uneinigkeit der Kantone darin, wie die künftige territoriale und konstitutionelle Ordnung der Schweiz ausgestaltet werden sollte, bedrohte zeitweise die weitere Existenz der Schweiz und provozierte mehrfach die Intervention der alliierten Mächte.
Nach der Versammlung von Zürich standen sich zwei Lager gegenüber. Auf der einen Seite zehn der dreizehn alten Kantone, welche die Beibehaltung der Aufhebung der Untertanenverhältnisse befürworteten (Uri, Schwyz, Luzern, Zürich, Glarus, Zug, Freiburg, Basel, Schaffhausen und Appenzell) und denen sich deshalb auch die neuen Kantone Aargau, Thurgau, St. Gallen und Waadt anschlossen. Sie bildeten den sog. Bundesverein mit Zürich als Vorort. Auf der anderen Seite standen die Kantone, die eine Wiederherstellung der aristokratischen Ordnung, der dreizehnörtigen Eidgenossenschaft und der ehemaligen Untertanengebiete verlangten. Haupt dieser Partei war Bern, wo am 23. Dezember 1813 nach der Ankunft der österreichischen Truppen unter General Bubna das Patriziat wieder an die Macht gelangt war. Nach weiteren Gegenrevolutionen stiessen auch die Städte Freiburg, Solothurn, Luzern sowie Zug und Unterwalden zu dieser Partei. Diese Kantone bildeten die sog. «Alte Schweiz» mit einer Gegentagsatzung in Luzern. Aus Sicht der alliierten Mächte sollte das Prinzip der Legitimität der territorialen Neuordnung zugrunde liegen, wobei unter Legitimität Herrschaftsverhältnisse verstanden wurden, die auf Geschichte, Herkommen und völkerrechtlichem Vertrag beruhten. Legitim waren also die Ansprüche der angestammten Monarchen – in der Schweiz waren dies beispielsweise die ehemals regierenden Orte – auf ihr durch völkerrechtliche Verträge begrenztes Herrschaftsgebiet. Durch die Revolution begründete Machtverhältnisse wurden als illegitime Usurpation der Macht angesehen. Im Prinzip stand deshalb der Bestand der nach 1798 neu gebildeten Kantone auf dem Spiel. Diese konnten sich immerhin darauf berufen, dass die territoriale Ordnung der Mediationszeit auch von den meisten Grossmächten anerkannt worden war.
Im März drohte der Konflikt in einen Bürgerkrieg auszuarten, Bern, Waadt und Aargau mobilisierten Truppen. Die ausländischen Mächte nahmen indirekt auf der Seite der einen oder anderen Partei an den Konflikten Anteil. Entscheidend war der Einfluss des waadtländischen Patrioten Frédéric-César de la Harpe auf den russischen Zaren Alexander zugunsten der neuen Kantone. Erst auf die Drohung einer militärischen Intervention durch die Alliierten schloss sich die Gegentagsatzung am 6. April 1814 der Tagsatzung des Bundesvereins an. In Zürich bildete sich dadurch die sog. «Lange Tagsatzung», die sich vom 6. April 1814 bis zum 31. August 1815 mit der Neuordnung der Schweiz befasste. Der innere Streit um die Zukunft der neuen Kantone und um die gemeinsame Verfassung dauerte jedoch weiter an. 

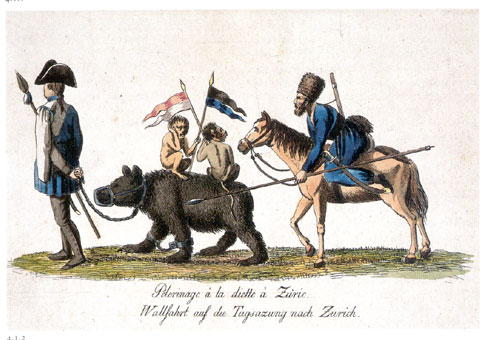
«Wallfahrt auf die Tagsatzung nach Zürich». Karikatur auf die erzwungene Teilnahme Berns an der Tagsatzung in Zürich. Der Berner Bär wird in Ketten und mit Maulkorb von einem Zürcher an der Kette geführt. Zwei Affen, die an ihren Fahnen als die verlorenen Untertanen Berns in der Waadt und im Aargau zu erkennen sind, reiten auf seinem Rücken. Getrieben wird der Bär von einem Kosaken, der für den russischen Druck auf Bern steht. Karikatur von 1814/15

Zuerst wurden in den einzelnen Kantonen die Verfassungen im Sinne der Restauration revidiert, teilweise unter starker Einmischung alliierter Diplomaten. In den ehemaligen Landsgemeindekantonen wurden die alte Ordnung und die Rechtsungleichheiten wiederhergestellt. In den Stadtkantonen wurden die Vorrechte der Aristokratie wieder eingeführt und das Übergewicht der Städte über die Landschaft verstärkt. Eine völlige Rückkehr zur alten Untertänigkeit schien jedoch unmöglich. Durch die Verschärfung des Zensus und die Einführung indirekter Wahlsysteme wurde auch in den neuen Kantonen der Regierung ein aristokratisches Gepräge verliehen. Die verlängerten Amtsdauern und das Übergewicht der sog. «Kleinen Räte» (Exekutive) ermöglichten es dominanten, aristokratisch gesinnten Politikern, fast unangefochten zu regieren. In allen Kantonen konnten aber die revolutionären Neuerungen nicht völlig rückgängig gemacht werden, insbesondere in den neuen Kantonen blieben auch die restaurativen Verfassungen freiheitlich geprägt.
Die Verhandlungen über die Bundesorganisation kamen erst auf neuerlichen Druck der alliierten Mächte im September zu einem Abschluss, indem die endgültige Regelung der Streitfragen, über die sich die Kantone nicht einig werden konnten, dem Wiener Kongress übertragen wurde. Der Entwurf des Bundesvertrags wurde am 9. September 1814 nach einer erneuten Ermahnung des bevollmächtigten britischen Ministers Stratford Canning durch die Tagsatzung für angenommen erklärt, obwohl Schwyz, Nidwalden und Appenzell Innerrhoden bis zuletzt ihre Zustimmung verweigerten. 
Kurz vor Beginn des Wiener Kongresses sprach sich die Tagsatzung am 12. September für die Aufnahme der Republik Genf, des Fürstentums Neuenburg und der Republik Wallis in die Eidgenossenschaft aus. Das Wallis war Anfang 1814 von den französischen Truppen verlassen worden, worauf sich die oberen und unteren Zenden des Wallis in Sitten zu Verhandlungen für eine Neubildung der Republik Wallis versammelten. Eine Einigung im Streit um die politische Gleichberechtigung der Zenden konnte erst am 12. Mai 1815 erreicht werden. Das Fürstentum Neuenburg wurde im Dezember 1813 von österreichischen Truppen besetzt und im Juni 1814 wieder unter preussische Verwaltung genommen. In Genf konstituierte sich nach dem österreichischen Einmarsch Ende 1813 am 1. Januar 1814 eine unabhängige Republik mit aristokratischer Verfassung. Die Abtretung des Wallis und Genfs wurde bereits im Ersten Pariser Frieden vom 30. Mai 1814 von Frankreich anerkannt, die definitive Angliederung an die Schweiz blieb jedoch dem Wiener Kongress vorbehalten.

### Die Schweiz am Wiener Kongress

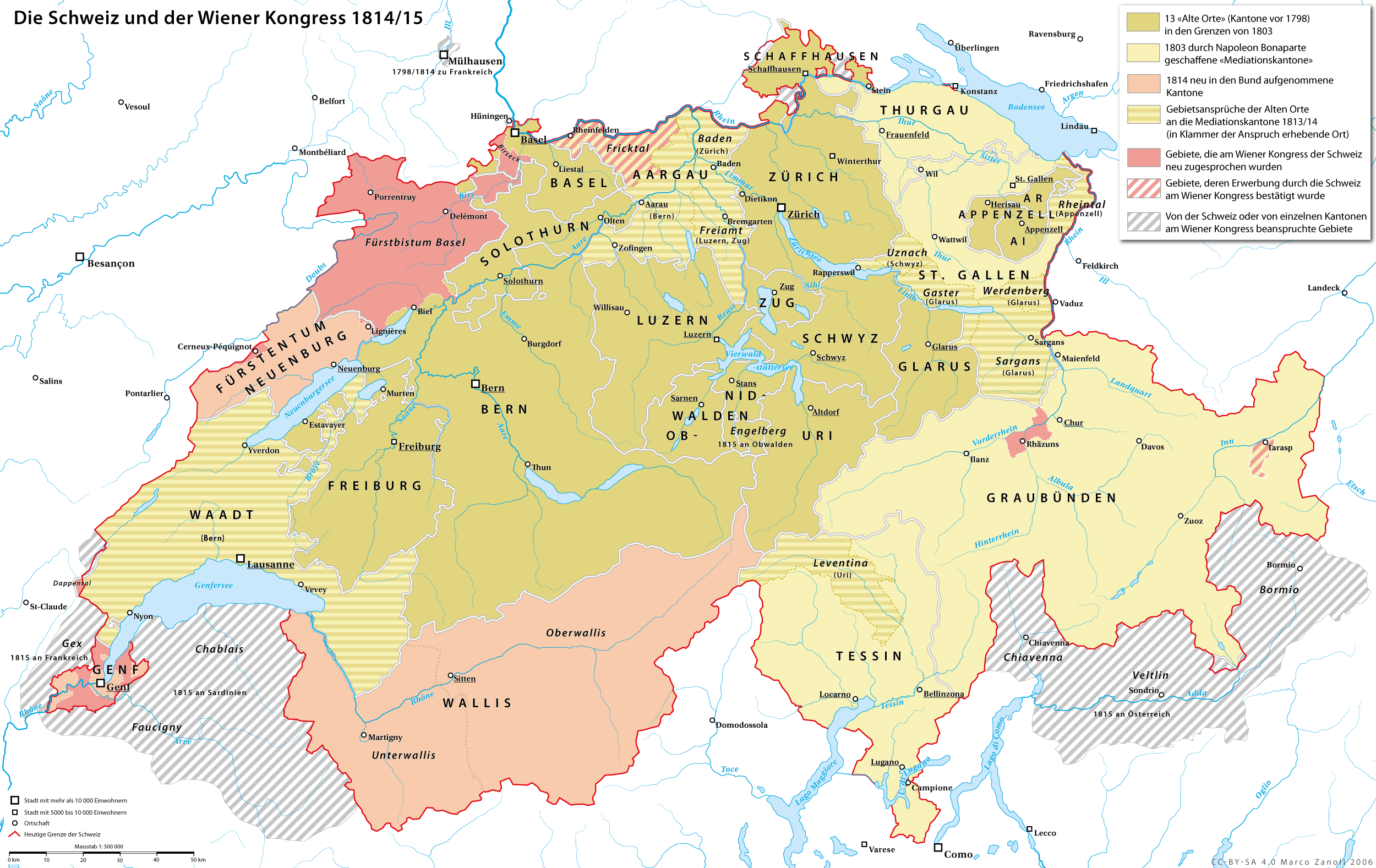
Karte zur Neuordnung der Schweiz 1814/15

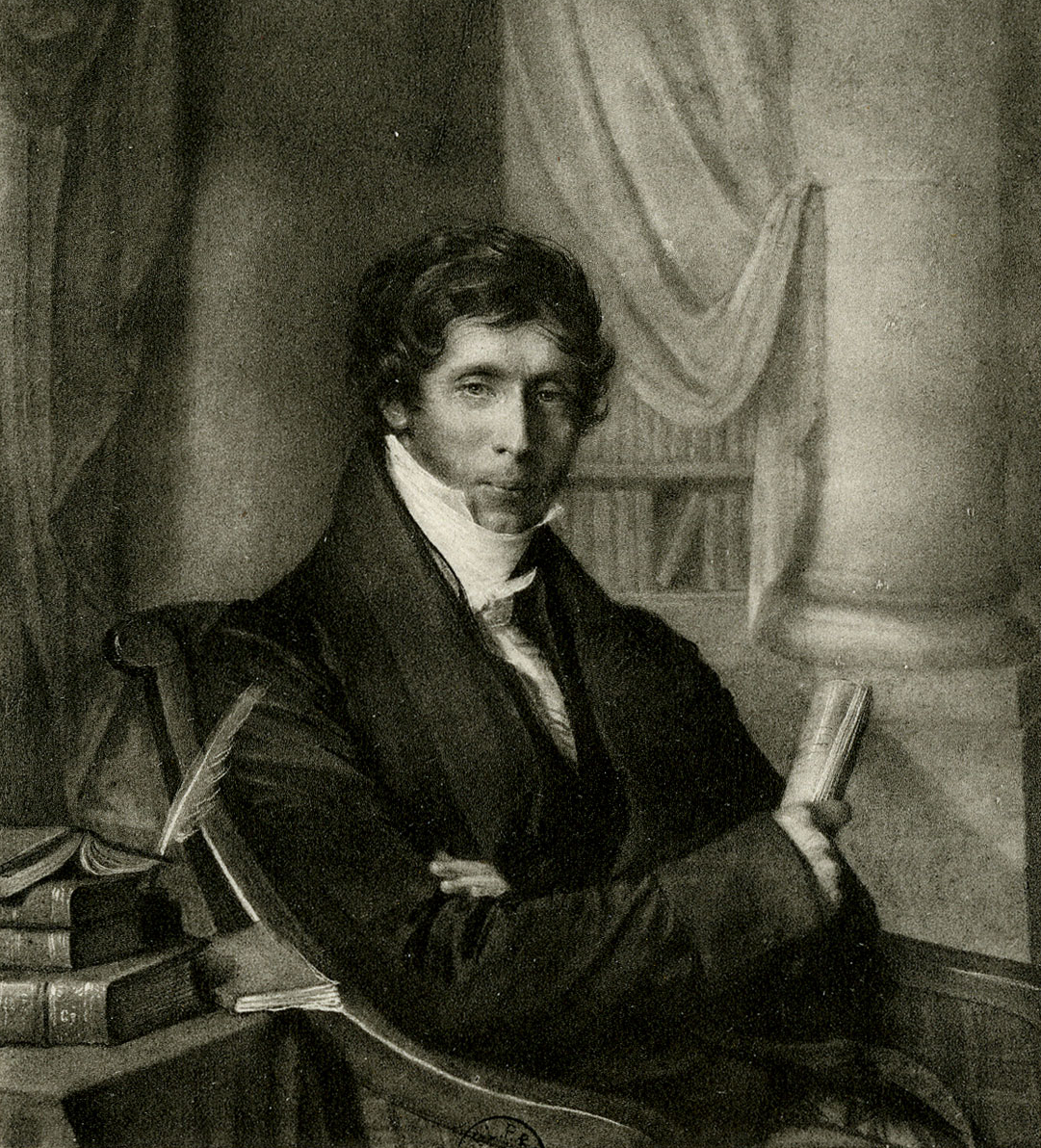
Der Genfer Diplomat Charles Pictet de Rochemont

Am Wiener Kongress vom 18. September 1814 bis zum 9. Juni 1815 war die Schweiz mit einer eigenen Gesandtschaft vertreten, die aus den drei konservativen Politikern Hans von Reinhard, Johann Heinrich Wieland und Johann von Montenach bestand. Daneben reisten noch eine ganze Menge von inoffiziellen Vertretern, Privatpersonen und Lobbyisten nach Wien, um die territoriale Neugestaltung der Schweiz irgendwie zu beeinflussen. Die offizielle Gesandtschaft hatte den Auftrag, die Anerkennung der Neutralität durch die Grossmächte zu erreichen und nach Möglichkeit Gebietsabrundungen zu erreichen. Die zahlreichen Partikularinteressen der Kantone und die Intrigen der inoffiziellen und offiziellen Gesandten beeinträchtigten aber den Erfolg der Gesandtschaft stark. Die meisten einflussreichen Diplomaten Grossbritanniens, Russlands und Österreichs wurden durch die Zerstrittenheit und die Komplexität der Gemengelage bei den territorialen Fragen, welche die Schweiz betrafen, eher abgeschreckt. Der sinkende Einfluss Russlands bewirkte ausserdem eine Abnahme der Sympathie für die Schweiz. Das Thema Schweiz wurde in einem besonderen Ausschuss des Kongresses beraten, der auf Anraten der «Schweiz-Experten» Stratford Canning und Kapodistrias gebildet wurde, um die divergierenden Interessen der zahlreichen schweizerischen Parteien von den ansonsten schon komplizierten Verhandlungen des Kongresses abzusondern. Dem Ausschuss gehörten erfahrene Diplomaten an, z. B. Heinrich Friedrich Karl vom Stein und Wilhelm von Humboldt.
Nach der Rückkehr Napoléons von Elba am 1. März 1815 (→ Herrschaft der Hundert Tage) ernannte die Tagsatzung Niklaus Franz von Bachmann zum General der schweizerischen Armee und liess eine Grenzbesetzung durchführen. Am 20. März beschloss der Wiener Kongress unter dem Eindruck der französischen Bedrohung eine Erklärung zur Zukunft der Schweiz, in der wichtige Zugeständnisse in Aussicht gestellt wurden:
- Der territoriale Bestand der 19 Kantone der Mediationszeit wurde anerkannt und garantiert. Die neuen Kantone mussten jedoch den alten Kantonen finanzielle Entschädigungen für deren Staatseigentum auf ihrem Gebiet leisten. Der Kanton St. Gallen sollte dem ehemaligen Fürstabt von St. Gallen eine Pension bezahlen.
- Neu wurden die Kantone Wallis, Neuenburg und Genf als schweizerisch anerkannt. Neuenburg blieb jedoch als Fürstentum weiter mit der Dynastie der Hohenzollern und damit mit Preussen verbunden. Zudem erhielt Bern den grössten Teil des ehemaligen Fürstbistums Basel als Entschädigung für den Verlust der Waadt und des Berner Aargaus. Ein kleiner Teil ging an den Kanton Basel. Der Kanton Waadt erhielt das Dappental zurück.
- Die ehemaligen Untertanengebiete der Drei Bünde, Veltlin, Chiavenna und Bormio, gingen endgültig an das Königreich Lombardo-Venetien, das zu Österreich gehörte. Grenzbereinigungen konnten weder für das Tessin (Campione) noch für Graubünden (Livigno, Val San Giacomo) oder Schaffhausen (Büsingen, Jestetter Zipfel) erreicht werden.
- Weiter wurde die Anerkennung und Gewährleistung der immerwährenden Neutralität sowie eine Gebietserweiterung für den Kanton Genf in Aussicht gestellt.

Im Frühjahr erhöhten die Alliierten den diplomatischen Druck auf die Schweiz, so dass die Tagsatzung am 20. Mai die Neutralität aufgab und Frankreich den Krieg erklärte. Dadurch konnten die alliierten Truppen durch das Wallis und durch Basel nach Frankreich eindringen. Schweizerische Truppen unter General Bachmann drangen im Juli in die Franche-Comté ein, der Feldzug wurde jedoch zu einem Fiasko. Weitere Kontingente der Armee waren an der Belagerung der französischen Festung Hüningen bei Basel beteiligt. Mit deren Kapitulation am 28. August endete die letzte militärische Aktion im Ausland mit schweizerischer Beteiligung.
Der Zweite Pariser Friede zwischen den Alliierten und Frankreich vom 20. November 1815 brachte der Schweiz auf Druck des Genfer Diplomaten Charles Pictet de Rochemont eine Geldentschädigung und die Abtretung eines Gebietsstreifens zwischen dem Kanton Waadt und Genf. Damit konnte eine Landverbindung zwischen Genf und der Schweiz hergestellt werden. Das Pays de Gex konnte zwar nicht für Genf gewonnen werden, aber Frankreich musste der Einrichtung einer zollfreien Zone zustimmen. Der grösste Erfolg von de Rochemont war jedoch die erstmalige Anerkennung der immerwährenden bewaffneten Neutralität und der territorialen Integrität der Schweiz durch die Grossmächte, die eine von ihm formulierte Erklärung unterzeichneten (→ Schweizerische Neutralität). Die Neutralität wurde ausserdem auf Hochsavoyen ausgedehnt, das zum Königreich Sardinien-Piemont gehörte. 

« …les Puissances signataires de la déclaration de Vienne font par le présent acte, une reconnaissance formelle et authentique de la neutralité perpétuelle de la Suisse, et elles lui garantissent l’intégrité et l’inviolabilité de son territoire dans ses nouvelles limites, telles qu’elles sont fixées, tant par l’acte du Congrès de Vienne que par le Traité de Paris de ce jour, et telles qu’elles le seront ultérieurement, conformément à la disposition du 3 novembre ci-joint en extrait qui stipule en faveur du corps helvétique un nouvel accroissement de territoire à prendre sur la Savoie pour arrondir et désenclaver le canton de Genéve.
Les Puissances reconnaissent et garantissent également la neutralité des parties de la Savoie désignées par l’acte du Congrès de Vienne du 29 mars 1815 et par le Traité de Paris de ce jour, comme devant jouir de la neutralité de la Suisse, de la même manière que si elles appartenaient à celle-ci.
Les Puissances signataires de la déclaration du 20 mars reconnaissent authentiquement par le présent acte que la neutralité et l’inviolabilité de la Suisse et son indépendance de toute influence étrangère sont dans les vrais intérêts de la politique de l’Europe entière… »

Die Anerkennung der Neutralität durch den Wiener Kongress wurde bis weit ins 20. Jahrhundert von der schweizerischen Politik und Geschichtsschreibung als eine der wichtigsten diplomatischen Errungenschaften der Neuzeit gewertet. Zeitweise wurde diese Neutralität zu einem bestimmenden Element der schweizerischen staatlichen Identität. Die Neutralitätserklärung ist im Kontext der damaligen Politik des Mächtegleichgewichts zu verstehen. Die Errichtung eines Kordons von mittleren und kleinen Staaten zwischen den Grossmächten Preussen, Frankreich und Österreich sollte diese voneinander isolieren und eine direkte Kriegsführung erschweren.

### Der Bundesvertrag als neue Staatsordnung

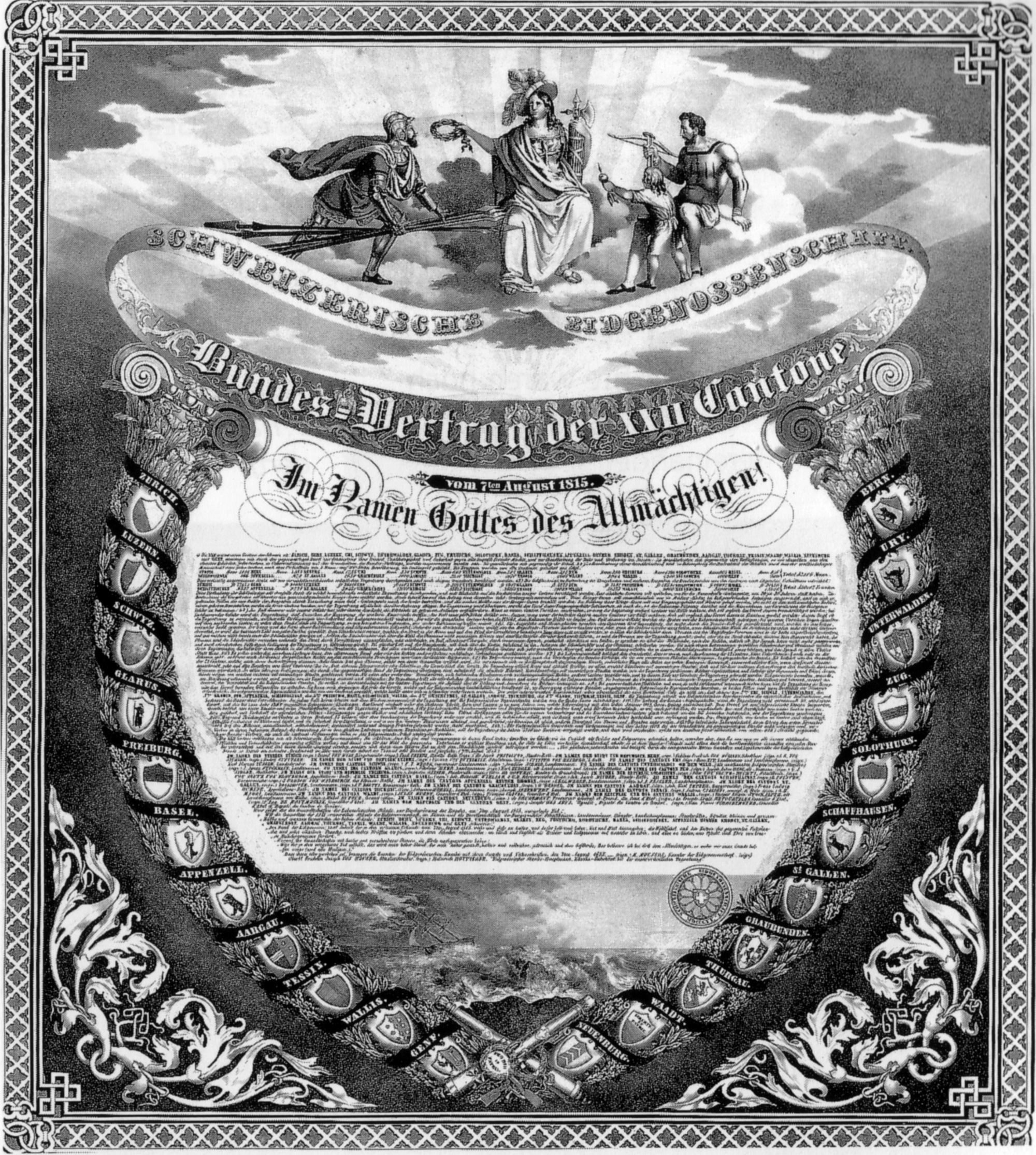
Der Bundesvertrag vom 7. August 1815, auch Fünfzehner Bund genannt

Der Bundesvertrag wurde als erste selbstgeschaffene Staatsordnung der Schweiz am 7. August 1815 in Zürich im Grossmünster feierlich durch die Abgeordneten der 22 Kantone beschworen. Die Schweiz blieb durch diesen Fünfzehnerbund ein Staatenbund, aber in noch deutlich loserer Form als während der Mediationszeit.
Als einzige Bundesbehörde wurde im Bundesvertrag die Tagsatzung definiert. Sie war eine Versammlung der Abgesandten der 22 Kantone, die nur nach vorheriger Instruktion ihrer Regierungen stimmen durften. Jeder Kanton hatte eine Stimme. Alle zwei Jahre wechselte der Sitz der Tagsatzung zwischen den als Vororten festgelegten Kantonen Zürich, Bern und Luzern. Die ordentlichen Sitzungen wurden jeweils am ersten Montag im Juni abgehalten. Der Bürgermeister oder Schultheiss des Vororts leitete als Präsident die Tagsatzung, besass aber nicht mehr den Titel eines Landammanns der Schweiz und verfügte über keinerlei Vorrechte. Dennoch kann man ihn als Staatsoberhaupt der damaligen Schweiz bezeichnen. Die Tagsatzung besass das Recht, mit Dreiviertelmehrheit über Bündnisse sowie über Krieg und Frieden zu entscheiden. Sie wählte den General, den Generalstab sowie die Obersten der rund 33'000 Mann starken eidgenössischen Armee, die sich aus den nach Bevölkerungsstärke festgelegten Kontingenten der Kantone zusammensetzte. Weiter entschied die Tagsatzung über Handelsverträge mit dem Ausland. Als einzige ständige Einrichtung des Bundes musste die Bundeskanzlei, bestehend aus einem Bundeskanzler und einem Staatsschreiber sowie ihren Akten und dem Archiv, alle zwei Jahre umständlich von Vorort zu Vorort umziehen.
Die Kantone erhielten umfangreiche Souveränitätsrechte zugesprochen. Sie konnten neu auch wieder Militärkapitulationen und Wirtschaftsverträge mit dem Ausland abschliessen und auch Sonderbündnisse untereinander, sofern diese nicht gegen den Bund oder andere Kantone gerichtet waren. Da die Armee aus kantonalen Kontingenten bestand, besass jeder Kanton eine eigene Armee. Weiter prägten die Kantone eigenes Geld und erhoben Zölle an ihren Grenzen. Sie hielten auch das Post-, Salz- und Pulverregal. Auch die Niederlassungs- sowie die Handels- und Gewerbefreiheit wurden wieder durch kantonale Regelungen mehr oder weniger eingeschränkt.
Der Bundesvertrag gewährte den Schweizern keinerlei Freiheitsrechte. Die Rechtsgleichheit, Religionsfreiheit und Pressefreiheit waren nicht garantiert. Allerdings wurde festgesetzt, dass es keine Untertanenlande mehr gab und dass die politischen Rechte nicht ausschliessliches Privileg einer Klasse der Kantonsbürger sein dürfen. Ebenfalls abgeschafft wurde das Schweizer Bürgerrecht. Der Bestand der religiösen Einrichtungen, etwa der katholischen Klöster und Kapitel, wurde hingegen durch den Bundesvertrag garantiert. Eine Revision des Bundesvertrages war nicht vorgesehen.

### Die Restauration in den Kantonen
Auf kantonaler Ebene vollzog sich die Restauration seit dem Frühjahr 1815 in unterschiedlichem Ausmass. Die Landsgemeindekantone ausser Zug und Obwalden hoben ihre Verfassungen von 1803 auf und kehrten wieder zum verfassungslosen Zustand zurück. Das Mindestalter für das Männerwahlrecht wurde dabei stark auf 18 Jahre in Ausserrhoden, auf 16 Jahre in Glarus und Schwyz sowie auf 14 Jahre in Nidwalden gesenkt. In Schwyz und Nidwalden wurden die politischen Rechte zudem wieder auf die alteingesessenen Bürger eingeschränkt und damit die frühere Rechtsungleichheit wiederhergestellt. In Bern, Solothurn, Luzern und Freiburg wurde in neuen Verfassungen 1814/15 die Herrschaft des städtischen Patriziats wieder durchgesetzt, wobei in Bern und Luzern der Landschaft mindestens eine geringe Vertretung im Rat zugebilligt wurde. In den ehemaligen Zunftrepubliken Zürich, Basel und Schaffhausen wurde ebenfalls die städtische Herrschaft unter Vertretung der Landschaft wiederhergestellt und der Zunftzwang wieder eingeführt. Auch die Kantone Genf, Wallis, Neuenburg, Graubünden, Aargau, Waadt, Thurgau, Tessin und St. Gallen erhielten neue Verfassungen, welche die Zentralgewalt stärkten, einen strengen Zensus, lediglich indirekte Wahl der Volksvertretungen (Grosser Rat) sowie eine Dominanz der Exekutiven (Kleiner Rat) durch umfassende Machtbefugnisse, nichtöffentliche Staatsführung und verlängerte Amtsdauern vorsahen. Obwohl damit die neue Staatsordnung der Kantone ein stark aristokratisches Gepräge erhielt, wurden die freiheitlichen Errungenschaften der «Franzosenzeit» nicht völlig aufgegeben, da eine völlige Restauration der alten Zustände nicht mehr möglich war.
Einen wesentlichen Rückschritt stellte die Aufhebung der Religionsfreiheit dar. An ihre Stelle trat die alte konfessionelle Intoleranz zwischen katholischen und reformierten Orten; in den paritätischen Kantonen begann die Rivalität unter den Konfessionen um Einfluss im Staat von neuem. Durch die Zusammenarbeit zwischen dem autoritären Staat und der jeweiligen Kirche wurden alte Sittenordnungen wieder durchgesetzt und ein Klima der sozialen und politischen Kontrolle aufgebaut. In die Kantone Wallis, Freiburg und Schwyz wurden die Jesuiten zurückgerufen.

### Zwischen Wiener Kongress und Regeneration: Die Schweiz 1815–1830

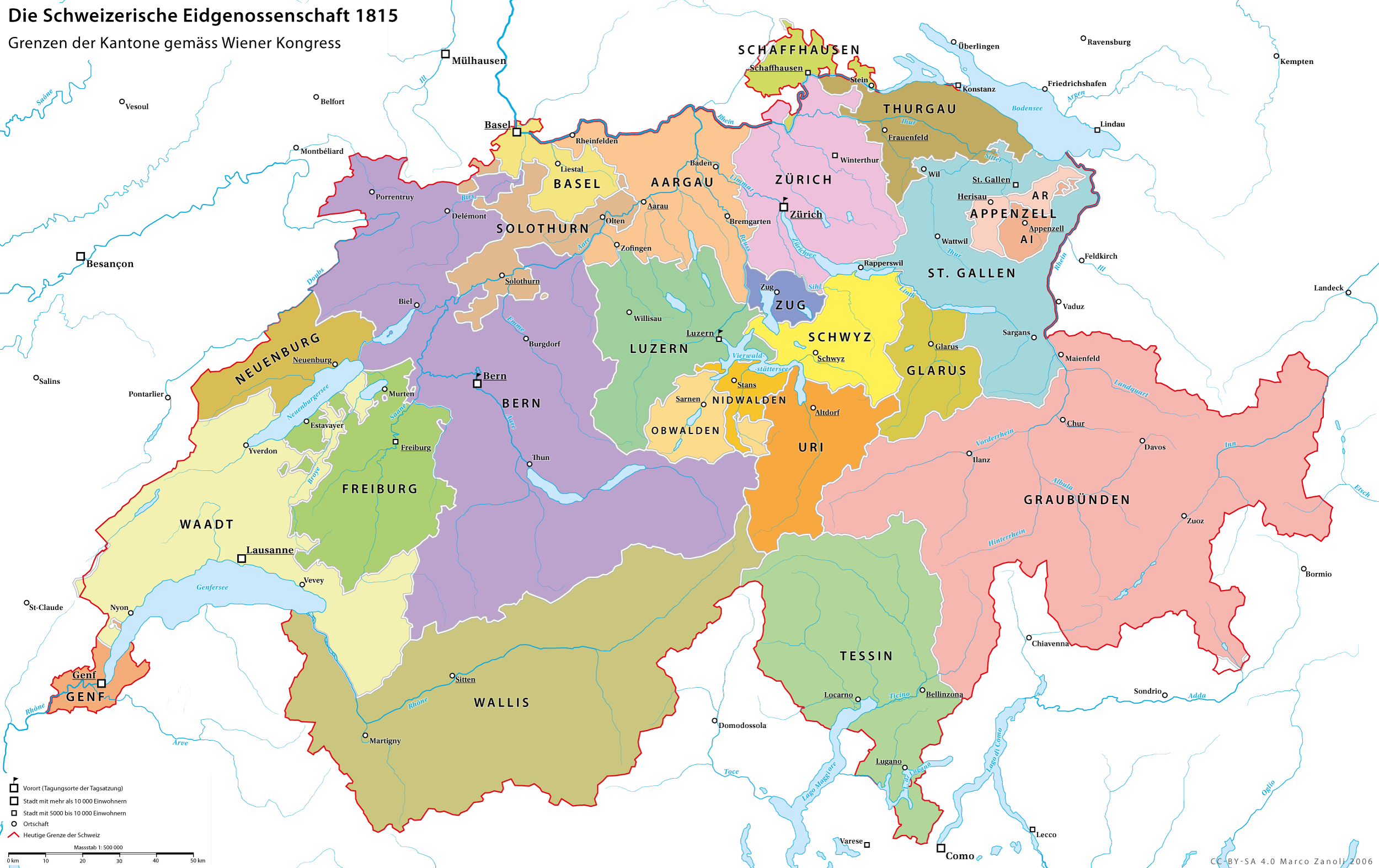
Die Schweizerische Eidgenossenschaft 1815 bis 1848

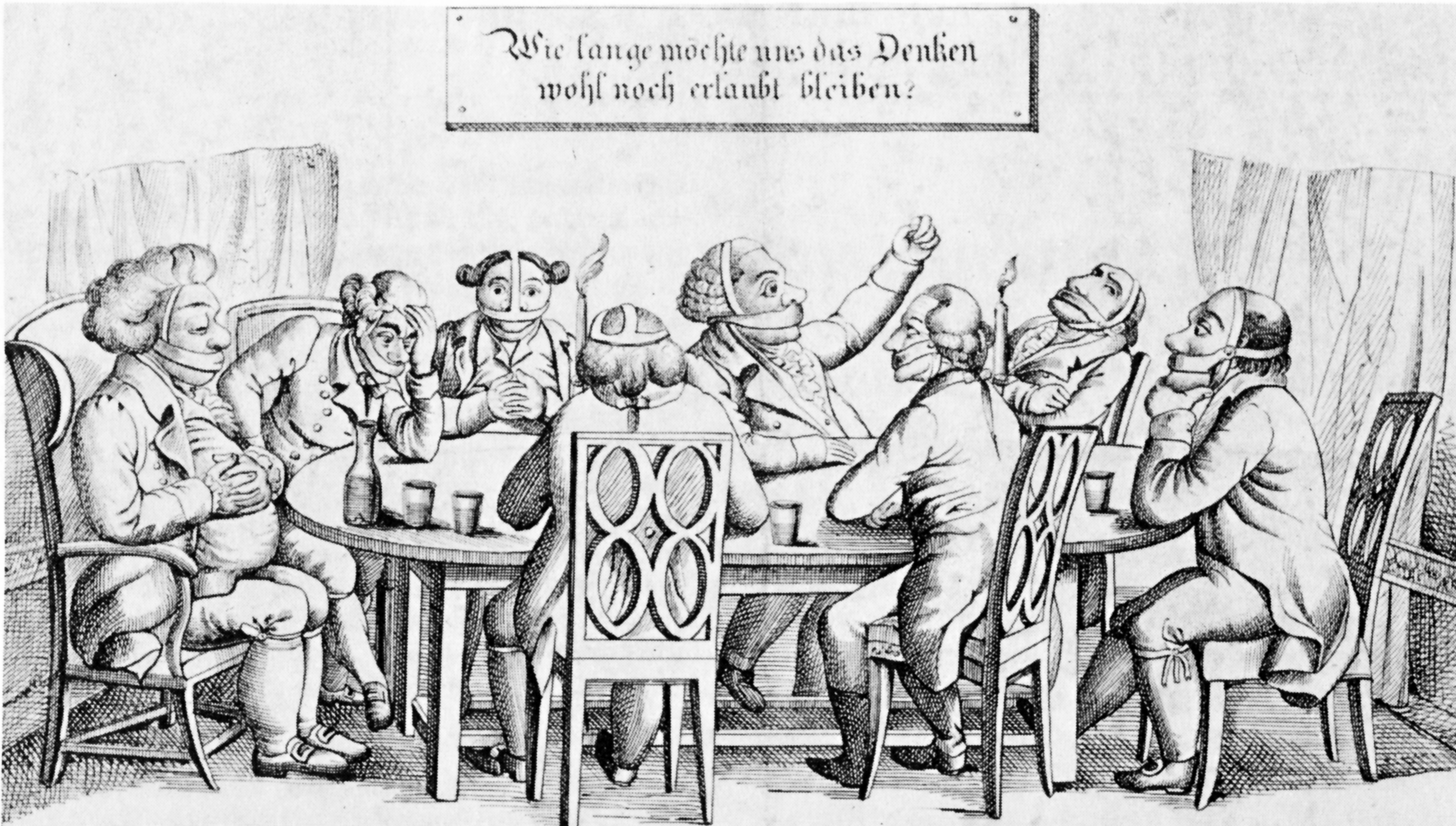
«Der Denkerklub». Zeitgenössische Karikatur auf das Luzerner Pressegesetz

Nach der weiteren Beruhigung der Lage in Europa konnte die Schweiz 1816 ihr Territorium im Turiner Vertrag mit Sardinien-Piemont zum letzten Mal deutlich erweitern. Rund um Genf kamen einige Gemeinden von Sardinien-Piemont zur Schweiz, insbesondere die Stadt Carouge. Eine weitergehende Erweiterung Genfs um das Chablais und Faucigny scheiterte unter anderem am Widerstand der reformierten Genfer, die sich nicht von einem katholischen Umland majorisieren lassen wollten. Auf der anderen Seite zögerte auch Sardinien, seine katholischen Untertanen der reformierten Stadt Genf zu unterstellen. Weitreichende Garantien schützten deshalb die katholische Kirche im neu entstandenen Kanton Genf. Hochsavoyen wurde schliesslich zumindest in eine zollfreie Zone umgewandelt, um die wirtschaftliche Entwicklung Genfs zu fördern.
In den folgenden Jahren schloss die Schweiz mit mehreren europäischen Ländern neue Militärkapitulationen ab, um die Tradition des Söldnerwesens wieder aufzunehmen: 1816 mit den Niederlanden und Frankreich, zuletzt 1828 mit dem Königreich Neapel. Weitere ältere Kapitulationen existierten mit Spanien, Grossbritannien sowie dem Papst. Die Zahl der im Ausland als Söldner tätigen Schweizer reduzierte sich jedoch gegenüber 1787 von rund 40'000 auf rund 25'000. Bereits regte sich Widerstand gegen das Söldnerwesen aus konfessionellen oder sozialen Gründen. Bei der Auswahl der Offiziere wurden nach 1815 wieder die aristokratischen Familien bevorzugt, wobei Bewerber, die unter Napoleon gedient hatten, nicht eingestellt wurden. Daneben erfolgte bis 1819 eine bedeutende Stärkung des eidgenössischen Militärs, da das Fiasko beim Auszug in die Franche-Comté 1815 die Schwäche des Heerwesens deutlich vor Augen geführt hatte. Die Armee wurde auf gegen 70'000 Mann vergrössert und nach einem neuen einheitlichen Militärreglement organisiert. Eine Militäraufsichtsbehörde sollte dessen Ausführung überwachen. Zur Verbesserung der Ausbildung wurde am 1. August 1819 die eidgenössische Militärschule in Thun eröffnet und vom 15. bis 24. August 1820 ein erstes eidgenössisches Militärlager unter Oberst Charles-Jules Guiguer de Prangins in Wohlen AG durchgeführt. Die bis 1852 durchgeführten 14 eidgenössischen Militärlager förderten das kollektive Bewusstsein bei der militärischen Elite und bereiteten den Boden für den späteren Bundesstaat. Bündnispolitisch sicherte sich die Tagsatzung 1817 mit dem Beitritt zur Heiligen Allianz ab.

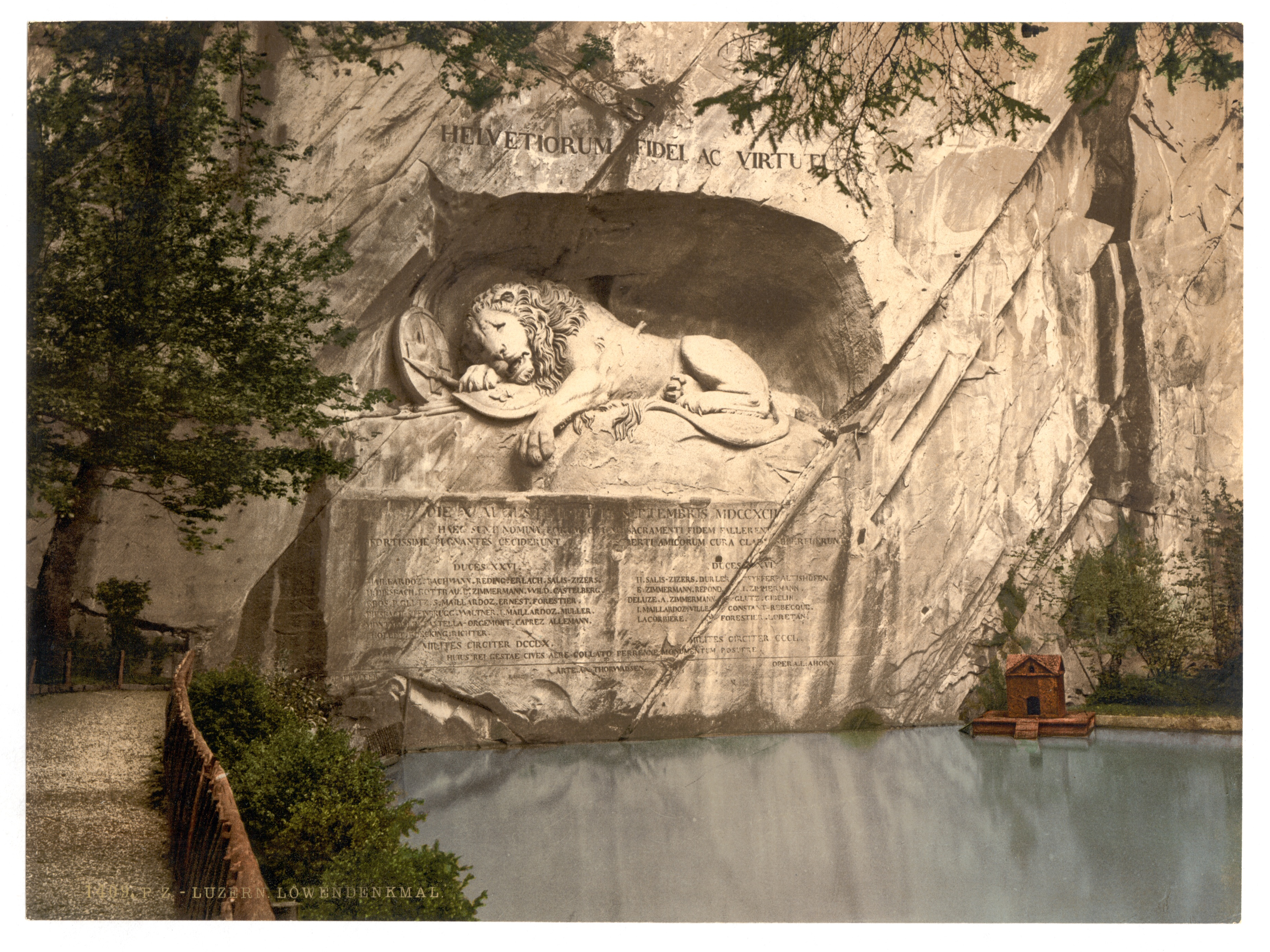
Ein populäres Symbol der Restauration war das Löwendenkmal in Luzern, das den Opfertod der Schweizer Söldner in Paris für König Ludwig XVI. beim Tuileriensturm verherrlichte. Es wurde 1821 auf Anregung des aristokratisch gesinnten Oberst Carl Pfyffer von Altishofen errichtet.

Innenpolitisch war die Zeit nach 1815 gekennzeichnet durch die Zensur und den «Bund zwischen Obrigkeit und Altar». Besonders in den katholischen Kantonen herrschte konfessionelle Intoleranz. Die Jesuiten wurden wieder in die katholischen Kantone zurückgerufen, um die Ausbildung der Priester und der Jugend der konservativ-katholischen Elite zu übernehmen, zuerst ins Wallis, dann 1818 nach Freiburg und 1836 nach Schwyz. In der reformierten Schweiz breiteten sich verschiedene, zum Teil pietistische freie Gemeinden aus.
Prägend für die kollektive Erinnerung des 19. Jahrhunderts waren die Hungerjahre 1816/17, als infolge des Vulkanausbruchs des Tambora wegen einer Missernte in den sog. Schneesommern die Nahrung knapp wurde und eine galoppierende Teuerung die letzte grosse Hungersnot in der Geschichte der Schweiz bewirkte. Der unablässige Regen und das schlechte Wetter jener Jahre wurden von Mary Shelley in ihrem Roman Frankenstein verarbeitet, der auf ihren Aufenthalt 1816 am Genfersee zurückging. Insbesondere das Elend in der Ostschweiz veranlasste Zar Alexander I. zu einer grosszügigen Spende von 100'000 Rubeln und Getreidelieferungen aus Russland. Dazu kamen eine Wirtschaftskrise, sinkende Löhne und Arbeitslosigkeit, da die Schweizer Wirtschaft nach der Aufhebung der Kontinentalsperre wieder der billigen englischen Konkurrenz ausgesetzt war. Erschwerend kam hinzu, dass gleichzeitig Frankreich, die Niederlande und Österreich ihre Märkte mit Schutzzöllen schützten und damit den schweizerischen Export stark behinderten. Erst 1822, als Frankreich seine Schutzzölle auch auf die Einfuhr von Vieh ausdehnte, versuchte die Tagsatzung einen Handelskrieg mit Frankreich zu führen, der in einem Fiasko endete. In einem Retorsionskonkordat einigten sich nur 13½ Kantone auf Kampfzölle gegen Frankreich, so dass es zu einem Zollkrieg in der Schweiz selber kam und die Massnahme 1824 ohne Erfolg wieder aufgegeben werden musste. 
Trotz dem vorherrschenden Partikularismus und «Kantönligeist» wurde auch der gemeineidgenössische Patriotismus wieder belebt, vor allem durch den eidgenössischen Schützenverein, der durch das erste eidgenössische Freischiessen in Aarau vom 7. bis 12. Juni 1824 gegründet wurde, die zahlreichen akademischen Turnvereine, die seit 1816 überall in der Schweiz entstanden, und die Sängervereine. In diesen Vereinen und ihren gesamtschweizerischen Veranstaltungen wurde früh schon über eine Revision des Bundesvertrages, liberales Gedankengut und ein engeres Zusammenrücken der Kantone diskutiert. 1826 kam es anlässlich des Freiheitsfestes am Stoss in Gais AR zu einer ersten grossen Demonstration des patriotischen gesamteidgenössischen Sempacher Vereins für mehr Freiheit und gegen den Kantönligeist und ein entschlossenes Auftreten gegen die politischen Interventionen der konservativen Nachbarländer.
Ein zusätzliches aussen- wie innenpolitisches Problem für die Schweiz war der nach 1815 immer weiter anschwellende Strom von politischen Flüchtlingen (Liberale, Nationalisten, Anhänger Napoléons) aus Frankreich, Italien und Deutschland. Ausserdem wurde die schweizerische Presse trotz Zensur vom Ausland immer noch als zu frei und zu kritisch angesehen, weshalb wiederholt die konservativen Mächte mit der Drohung einer militärischen Intervention (→ erstmals anlässlich des Troppauer Fürstenkongresses wegen Karl Follen, Wilhelm Snell und Karl Völker) Zugeständnisse von der Tagsatzung zu erpressen suchten. Im Juli 1823 erliess sie deshalb das sogenannte «Press- und Fremdenkonklusum», das die Überwachung der einheimischen Presse und die Einschränkung des Asylrechts enthielt. Zahlreiche prominente politisch Verfolgte verblieben in der Schweiz, z. B. die ehemalige Königin von Holland, Hortense de Beauharnais, mit ihrem Sohn Charles-Louis-Napoléon Bonaparte, dem späteren Napoleon III. Vom Zustrom deutscher Lehrer und Dozenten profitierten die Kantonsschulen und Universitäten. Gleichzeitig wurde die Schweiz zum Tummelfeld ausländischer Spitzel und Spione und international gerne als Hauptbrutstätte internationaler Verschwörungen dargestellt. Für das Osmanische Reich stimmte dies insofern, als Genf 1825 zum Zentrum des europäischen Philhellenismus wurde, da der Genfer Bankier Jean Gabriel Eynard durch grosszügige Spenden die verschiedenen Philhellenenvereine der europäischen Länder unter seiner Führung vereinigen konnte. Diese Vereine unterstützten den Freiheitskampf der Griechen und stellten damit eine offene Bedrohung für das restaurative Staatensystem dar.

## Ende der Restauration 1830

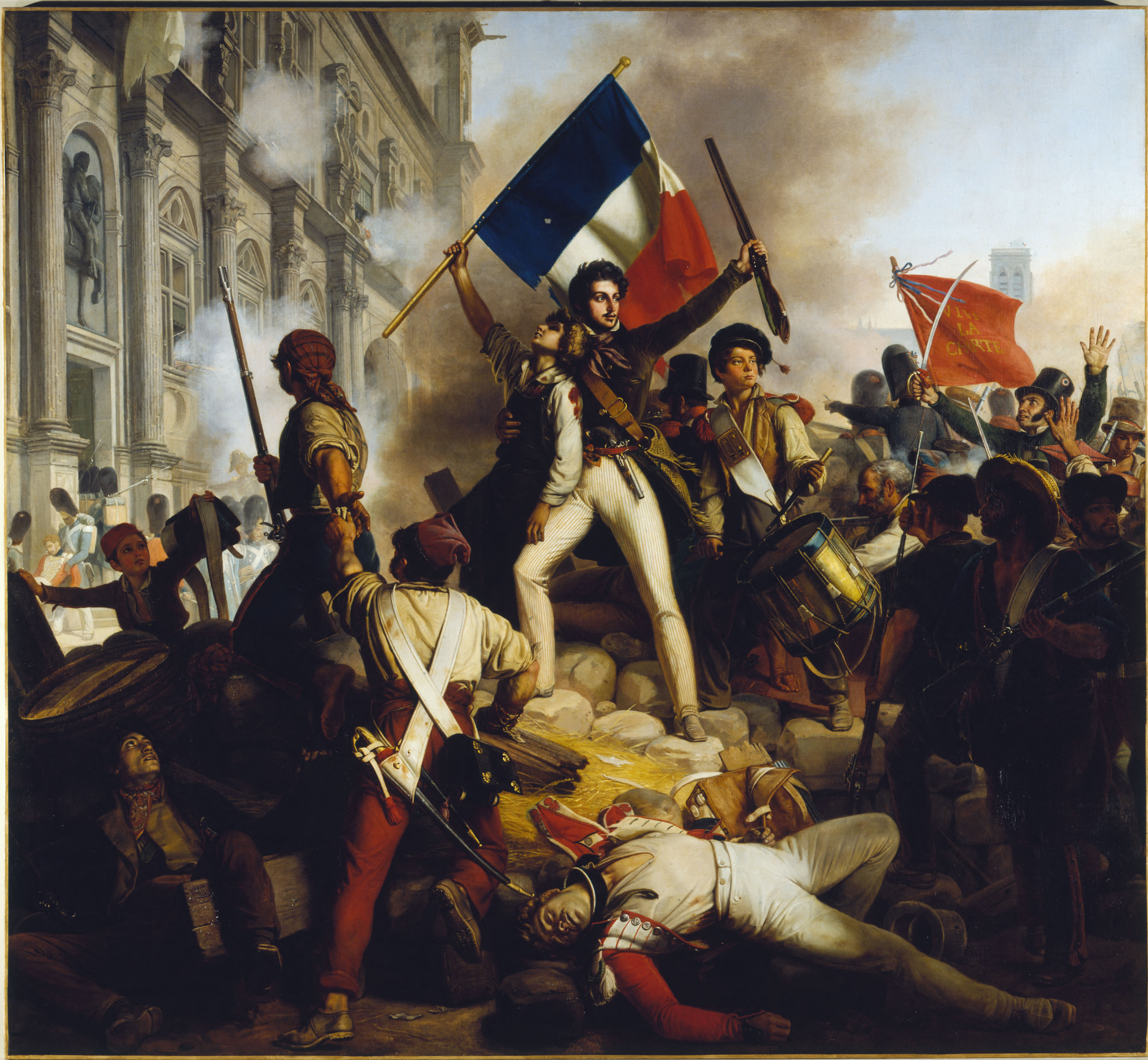
Barrikadenkämpfe in Paris während der Julirevolution 1830. Der liberale Umsturz in Frankreich wirkte als Signal für die liberale Erneuerungsbewegung in der Schweiz.
(Bild: Jean-Victor Schnetz 1833.)

Ab Mitte der 1820er Jahre erstarkten in der ganzen Schweiz wieder die liberalen Kräfte, und die konservativen Regierungen sahen sich zunehmender Kritik ausgesetzt. Besonders die nationalen Vereine weckten den Patriotismus und das freiheitliche Denken. Die wichtigsten dieser Vereine waren der Zofinger Studentenverein (Zofingia, 1819), der patriotische Sempacherverein (1821), der Schweizerische Schützenverein (1824) sowie die Turn- und Gesangsvereine. Über allen stand die Helvetische Gesellschaft, die im Mai 1819 in Bad Schinznach nach längerer Unterbrechung zum ersten Mal wieder tagte und zur wichtigsten Vorkämpferin des Liberalismus in der Schweiz wurde.
1828 begann die Appenzeller Zeitung von Johannes Meyer aus Trogen in entschiedener Sprache für demokratische Neuerungen zu werben und die Pressezensur anzuklagen. Der liberale Landammann von Appenzell Ausserrhoden, Mathias Oertly, liess die Zeitung trotz politischem Druck aus anderen Kantonen gewähren. Das Blatt fand schweizweit ein grosses Publikum, da es die einzige systemkritische Publikation dieser Zeit war. In Zürich musste 1829 nach dem Finanzskandal um die Bank Finsler die Regierung auf Druck von Paul Usteri und Ludwig Snell eine beschränkte Pressefreiheit zulassen, da der langjährige Staatsrat Hans Konrad Finsler sein Amt für private Zwecke missbraucht hatte. Usteri forderte darauf die Einführung des Öffentlichkeitsprinzips für die Zürcher Regierung, damit künftig Korruptionsfälle wie der Fall Finsler vermieden werden könnten. Das Öffentlichkeitsprinzip wurde von den konservativen Kräften vehement abgelehnt, da sich dadurch eine Verantwortlichkeit der Regierung gegenüber der Bürgerschaft ableiten lasse, was den Prinzipien der Restauration zuwiderlief. Andere Kantone folgten dem Beispiel Zürichs, und schliesslich hob die Tagsatzung das «Press- und Fremdenkonklusum» von 1823 auf und überliess die Aufsicht über Presse und Ausländer völlig den Kantonen. Dank dem Einfluss des liberalen Grossbritannien blieben die Interventionen der konservativen Grossmächte gegen diesen Liberalisierungsschritt aus. In der Präsidialrede von Heinrich Zschokke vor der Helvetischen Gesellschaft kündigte sich unter dem Eindruck der Ereignisse der bevorstehende Wandel an:

«Umsonst ist seit 15 Jahren nun jeder Versuch gewagt worden, in jene gute alte Zeit zurückzusteuern, deren Ergebnis der traurige Untergang der alten Eidgenossenschaft gewesen [ist]. Der gesunde Menschenverstand hat schon zu sehr Oberhand gewonnen; des Lichtes der Erfahrung und der Kenntnisse ist dem Geiste des Volkes schon zu viel geworden. Und der Geist ist [es] am Ende, der die Massen bewegt. Die Untrennbarkeit der Eidgenossenschaft steht unausrottbar in der Nation [sic], wenn sie auch in den Tagsatzungen verschwinden könnte.»

Am 5. Mai 1830 formulierte der Zürcher Heinrich Schinz vor der Helvetischen Gesellschaft das Hauptziel der liberalen Bewegung in der Schweiz, die Errichtung eines Bundesstaats. Der schweizerische Liberalismus forderte Rechtsgleichheit, persönliche Freiheitsrechte, Volksbildung, Öffentlichkeit der Verwaltung, Gewaltentrennung, direkte Volkswahlen (→ Volkssouveränität) und repräsentative Demokratie. Die Anhänger des Liberalismus fanden sich im Bildungsbürgertum und in der Wirtschaftselite. Sie waren zwar eine Minderheit, konnten aber im Lauf der Jahre durch ihre gute Organisation und Vernetzung sowie publizistische Präsenz die Mehrheit der Bevölkerung in einigen Kantonen auf ihre Seite bringen.
Als erste Kantone revidierten Waadt und Tessin im Frühjahr 1830 ihre Verfassungen im liberalen Sinn. An der Tagsatzung in Bern griff der Berner Schultheiss Emanuel Friedrich von Fischer vergeblich die liberalen Tendenzen an, denn der Ausbruch der Julirevolution in Paris zeigte auch der Schweiz das Ende der Epoche der Restauration an. Bis 1831 brachte die liberale Erneuerungsbewegung der sogenannten Regeneration in zwölf Kantonen das Ende der Aristokratie und die Einführung von Volkssouveränität und Verfassungsstaat.

## Wichtige Persönlichkeiten der schweizerischen Restaurationszeit
- Josef Hermenegild Arregger von Wildensteg, Schultheiß in Solothurn
- Thomas Bornhauser, Thurgauer Pfarrer und liberaler Politiker
- Jean Gabriel Eynard, Genfer Bankier und Führer der europaweiten Bewegung des Philhellenismus
- Hans Konrad Finsler, führender konservativer Zürcher Politiker während der Restaurationszeit
- Gregoire Girard, Pädagoge und Verfechter des liberalen Rationalismus
- Karl Ludwig von Haller, Staatsrechtler und Politiker aus Bern
- Friedrich Ludwig Keller, führender liberaler Politiker im Kanton Zürich
- Johannes Meyer, Herausgeber der liberalen Appenzeller Zeitung
- Karl von Müller-Friedberg, konservativer Landammann des Kantons St. Gallen 1803–1832
- Josef Munzinger, führender liberaler Politiker im Kanton Solothurn
- Eduard Pfyffer, führender liberaler Politiker im Kanton Luzern
- Kasimir Pfyffer, führender liberaler Politiker im Kanton Luzern
- Heinrich Remigius Sauerländer, Herausgeber der liberalen Aarauer Zeitung
- Vinzenz Rüttimann, konservativer Schultheiss des Kantons Luzern 1803–1831
- Rudolf Heinrich Schinz (1777–1862), Arzt und Naturforscher, Präsident der Helvetischen Gesellschaft
- Jean Charles Léonard Simonde de Sismondi, Genfer Historiker und Nationalökonom, Kritiker der schrankenlosen Industrialisierung
- Ludwig Snell, liberaler Theologe, deutscher Flüchtling, massgebender liberaler Verfassungsrechtler
- Philippe Suchard, Neuenburger Unternehmer und Chocolatier, Gründer der Firma Suchard
- Ignaz Paul Vital Troxler, führender liberaler Politiker im Kanton Zürich
- Paul Usteri, liberaler Zürcher Publizist und Politiker
- David von Wyss, 1814–1832 konservativer Bürgermeister von Zürich
- Johann Heinrich Daniel Zschokke (1771–1848), liberaler Politiker aus dem Kanton Aargau, deutscher Emigrant

### Präsidenten der eidgenössischen Tagsatzung 1814–1830

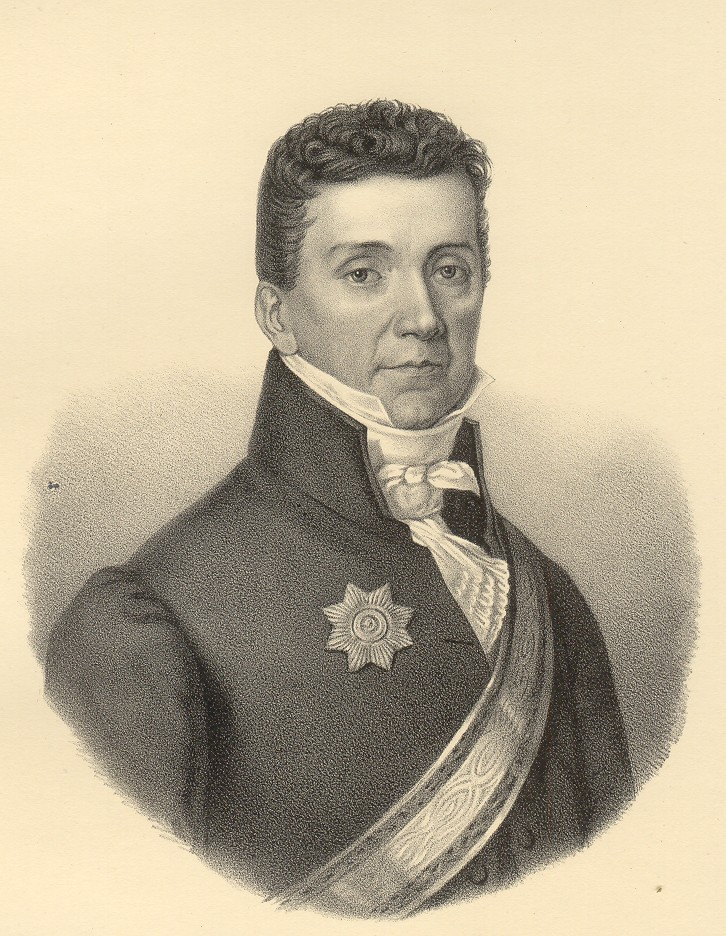
Niklaus Rudolf von Wattenwyl, Schultheiss von Bern in der Restaurationszeit

Als Präsident der Tagsatzung amtierte jeweils der Regierungschef des Vorortkantons. Die Amtszeit dauerte normalerweise vom 1. Januar bis zum 31. Dezember.
- 1814: Hans von Reinhard (6. April–24. Juni)
- 1814: Hans Conrad von Escher (24. Juni–12. Dezember)
- 1815: David von Wyss
- 1816: Hans von Reinhard
- 1817: Niklaus Rudolf von Wattenwyl
- 1818: Niklaus Friedrich von Mülinen
- 1819: Joseph Karl Amrhyn
- 1820: Vinzenz Rüttimann
- 1821: David von Wyss
- 1822: Hans von Reinhard
- 1823: Niklaus Rudolf von Wattenwyl
- 1824: Niklaus Friedrich von Mülinen
- 1825: Joseph Karl Amrhyn
- 1826: Vinzenz Rüttimann
- 1827: David von Wyss
- 1828: Hans von Reinhard
- 1829: Niklaus Rudolf von Wattenwyl
- 1830: Emanuel Friedrich von Fischer